# Temelucha hirsuta
Temelucha hirsuta är en stekelart som beskrevs av Dasch 1979. Temelucha hirsuta ingår i släktet Temelucha och familjen brokparasitsteklar. Inga underarter finns listade i Catalogue of Life.